# Claudia Karvan

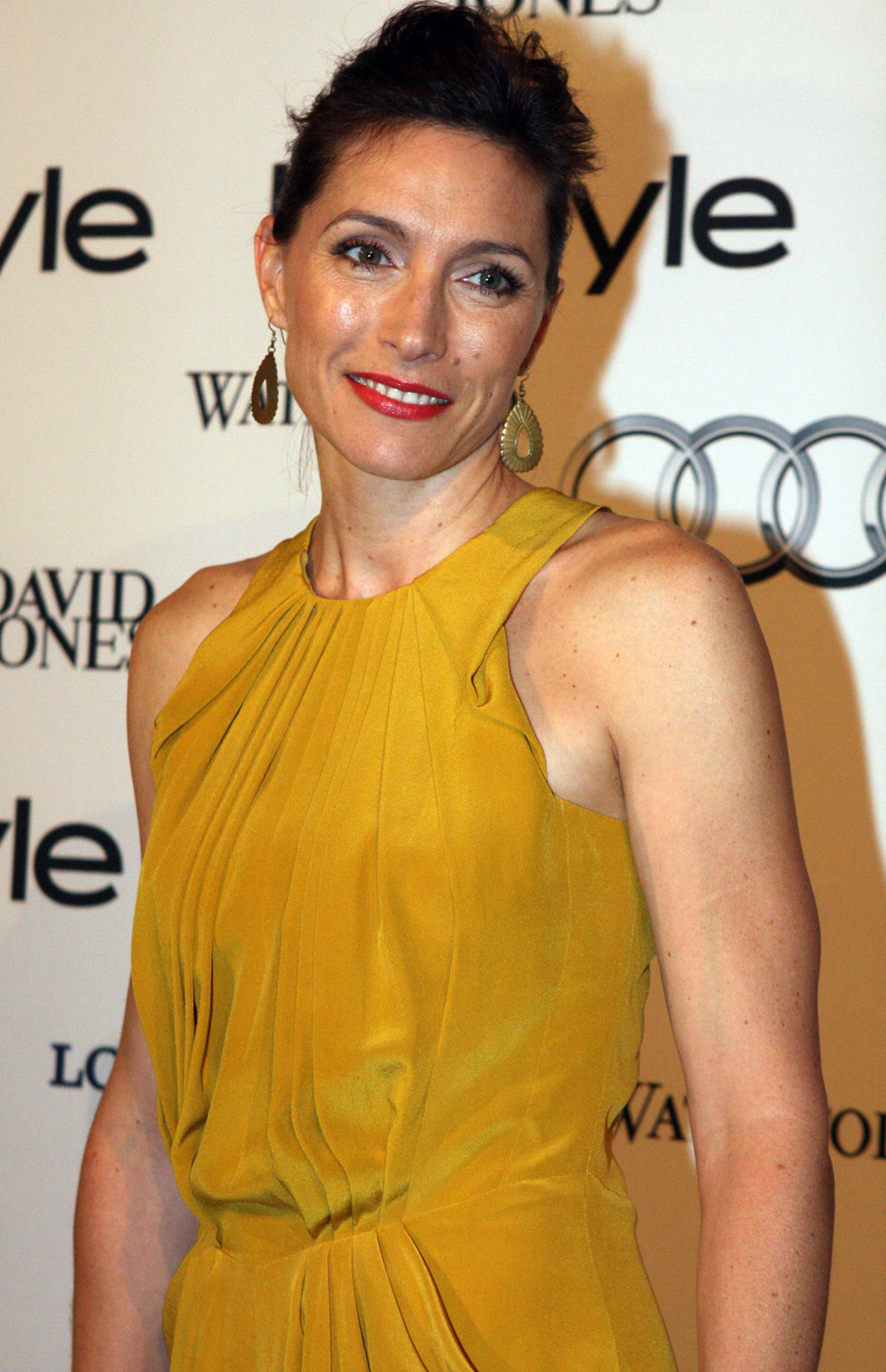
Claudia Karvan, 2013

Claudia Karvan OAM (* 19. Mai 1972 in Sydney) ist eine australische Schauspielerin.

## Leben und Leistungen
Karvan debütierte im australischen Filmdrama Molly aus dem Jahr 1983. Ihre Rolle im Filmdrama High Tide (1987) brachte ihr im Jahr 1987 ihre erste Nominierung für den Australian Film Institute Award. Drei Jahre später wurde sie für ihre Hauptrolle in der Komödie Der große Klau (1990) für den gleichen Preis nominiert und erneut 1992 für die Hauptrolle im Thriller Redheads (1992). Im Jahr 1996 erhielt sie eine weitere Nominierung für den AFI Award für die Hauptrolle in der Komödie Mein geliebter Feind (Dating the Enemy, 1996), in der sie neben Guy Pearce zu sehen war. Für ihren Auftritt in der Fernsehserie G.P. erhielt sie 1996 den Australian Film Institute Award. Für ihre Rolle im Fernsehdrama Janine – Wettkampf mit dem Schicksal (1998) wurde Karvan 1998 für den AFI Award und 1999 für den Logie Award nominiert. In der Komödie Strange Planet (1999) übernahm sie neben Naomi Watts eine der Hauptrollen. Die Rolle im Musikdrama Passion (1999) brachte ihr 1999 eine Nominierung für den AFI Award und 2000 für den Film Critics Circle of Australia Award.
In den Jahren 2001 bis 2003 trat Karvan in der Fernsehserie The Secret Life of Us auf, bei der sie zeitweise auch Regie führte. Ihre schauspielerische Leistung brachte ihr in den Jahren 2001, 2002 und 2003 Nominierungen für den Australian Film Institute Award. In den Jahren 2002, 2003 und 2004 wurde sie insgesamt viermal für den Logie Award nominiert, den sie 2003 auch erhielt. In den Jahren 2004 bis 2007 spielte sie eine Hauptrolle in der Fernsehserie Love My Way, bei der sie auch als Produzentin und Drehbuchautorin tätig war. Diese Arbeit brachte ihr in den Jahren 2005 bis 2007 insgesamt fünf AFI Awards und eine weitere Nominierung für diesen Preis; außerdem erhielt sie 2006 den Logie Award sowie wurde 2005, 2007 und 2008 für den gleichen Preis nominiert.
Für ihre Verdienste um die Film- und Fernsehindustrie wurde sie 2023 mit der Medaille des Order of Australia ausgezeichnet.
Karvan hat eine im Jahr 2001 geborene Tochter, einen 2006 geborenen Sohn sowie eine Stieftochter.

## Filmografie (Auswahl)
- 1983: Molly
- 1987: Schatten eines Pfaus (Echoes of Paradise)
- 1987: High Tide
- 1990: Der große Klau (The Big Steal)
- 1992: Redheads
- 1993: Die schönste Sache der Welt (Fernsehserie, Folge 12 – Berührungen)
- 1993: Heartbreak Kid (The Heartbreak Kid)
- 1996: Lust und Rache (Lust and Revenge)
- 1996: Mein geliebter Feind (Dating the Enemy)
- 1997: Flynn
- 1998: Two Girls and a Baby
- 1998: Janine – Wettkampf mit dem Schicksal (Never Tell Me Never)
- 1998: The Violent Earth (Miniserie)
- 1999: Trucker mit Herz (Paperback Hero)
- 1999: Strange Planet
- 1999: Passion
- 2000: Risk
- 2001–2003: The Secret Life of Us (Fernsehserie)
- 2004: Small Claims
- 2004–2007: Love My Way
- 2005: Star Wars: Episode III – Die Rache der Sith (Star Wars: Episode III – Revenge of the Sith)
- 2005: Small Claims: White Wedding
- 2006: Aquamarin – Die vernixte erste Liebe (Aquamarine)
- 2006: Small Claims: The Reunion
- 2006: Footy Legends
- 2008: Long Weekend
- 2009: Daybreakers
- 2010–2011: Spirited (Fernsehserie)
- 2011: 33 Postcards
- 2012–2014: Puberty Blues (Fernsehserie)
- 2013: Better Man (Fernsehserie)
- 2013: The Broken Shore (Fernsehfilm)
- 2013: The Darkside
- 2013–2014: The Time of Our Lives (Fernsehserie)
- 2014: Shaun Micallef's Mad as Hell (Fernsehserie, Folge 3x06)
- 2016: Jack Irish (Fernsehserie)
- 2017: Newton's Law (Fernsehserie)
- 2018: Orange Is the New Brown (Fernsehserie)
- 2019: Outlaws – Die wahre Geschichte der Kelly Gang (True History of the Kelly Gang)
- 2019: Infidel
- 2019: The Other Guy (Fernsehserie)
- 2020: Halifax: Retribution (Fernsehserie)
- 2020: Noch einmal, June (June Again)
- seit 2021: Bump (Fernsehserie)
- 2022: Moja Vesna
- 2023: The Clearing (Miniserie)
- 2024: Fisk (Fernsehserie, Folge 3x03)